# Neo (Band)

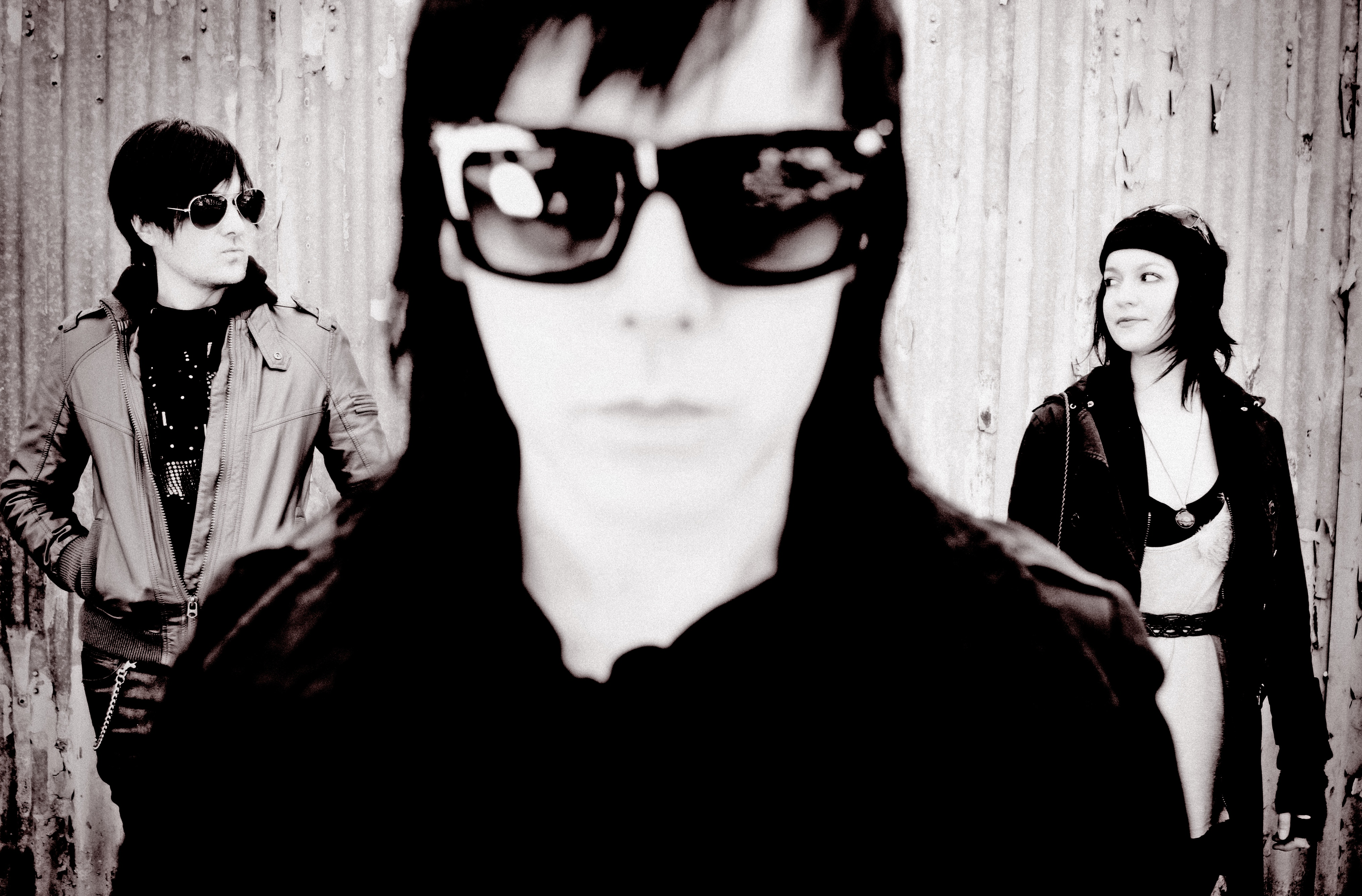
neo (2012)

neo ist eine ungarische Elektronik-Formation.

## Geschichte
neo wurde im Herbst 1998 von Mátyás Milkovics und Márk Moldvai gegründet. Ihre erste Single, The Pink Panther Theme, wurde bereits in über 20 Ländern veröffentlicht. Nach den beiden Alben Eklektogram und Lo-Tech Man, Hi-Tech World tourten die beiden – unterstützt von drei Tourmusikern – durch ihre Heimat.
Bekanntheit in Deutschland erlangte die Band insbesondere durch den Film Kontroll, dessen Soundtrack von ihnen beigesteuert wurde.
Anfang 2004 gingen Milkovics und Moldvai getrennte Wege; Milkovics formierte mit den Neuzugängen Enikő Hodosi, Péter Kőváry und Gergő Szőcs neo neu. Bereits für 2005 war das vierte Album geplant. Die Single daraus, Record Straight, erschien jedoch erst am 6. Juli 2006.

## Auszeichnungen
Der Soundtrack zum Film „Kontroll“ gewann mehrere Auszeichnungen, darunter den Mozart Prize of the 7th Art des Aubagne International Film Festival 2004.

## Diskografie

### Alben
- Eklektogram (1999)
- Lo-Tech Man, Hi-Tech World (2002)
- Kontroll (2005), Soundtrack zum Film
- Maps For A Voyage (2006)
- Six Pixels (EP, 2010)
- The Picture (2011)

### Singles
- The Pink Panther Theme (1998)
- Persuaders (1999)
- Aiiaiiiyo (2000)
- Diskhead (2002)
- Everybody Come On (2003)
- Kontroll / It’s Over Now (2004)
- Control (2005)
- It’s Over Now (2005)
- Record Straight (2006)